# Multiplex PLAY.CZ DAB+
Multiplex PLAY.CZ DAB+ je regionálním multiplexem digitálního rozhlasového vysílání DAB+ v České republice, ve kterém vysílají komerční rádia. Provozuje ho firma Play.cz a.s.. Provoz vysílačů pro Play.cz a.s. technicky zajišťuje Czech Digital Group, a.s., která dceřinou společností České Radiokomunikace.
Vysílací síť byla spuštěna v pilotním provozu 3. března 2025 během dopoledních hodin.
V průběhu roku 2026 se očekává spuštění dalších až 6 vysílačů v závislosti dle zájmu provozovatelů rozhlasových stanic.
Ensemble ID multiplexu je 0x211B (hex), label PLAY.CZ DAB+.

## Rozhlasové stanice multiplexu
Multiplex PLAY.CZ DAB+ vysílá následující stanice:
| Stanice       | Logo | Název         | Název krátký | Bitová rychlost | Mód zvuku | Kodek     | Ochrana | ID | SID  |
| ------------- | ---- | ------------- | ------------ | --------------- | --------- | --------- | ------- | -- | ---- |
| Classic Praha |      | Classic Praha | Classic      | 64 kbit/s       | Stereo    | HE-AAC v2 | EEP 2-A | 2  | 244A |
| Expres FM     |      | Expres FM     | ExpresFM     | 64 kbit/s       | Stereo    | HE-AAC v2 | EEP 2-A | 1  | 203B |
| Rádio Relax   |      | Radio Relax   | Relax        | 64 kbit/s       | Stereo    | HE-AAC v2 | EEP 2-A | 3  | 2434 |

## Vysílače multiplexu
Multiplex je šířen z následujících vysílačů:
| Vysílač                      | Kanál | Kmitočet    | Výkon (ERP) | Polarizace |
| ---------------------------- | ----- | ----------- | ----------- | ---------- |
| Praha / město                | 8B    | 197,648 MHz | 20 kW       | vertikální |
| Ústí nad Labem / Buková hora | 10C   | 213,360 MHz | 10 kW       | vertikální |
| Trutnov / Černá hora         | 10B   | 211,648 MHz | 10 kW       | vertikální |
| České Budějovice / Kleť      | 11C   | 220,352 MHz | 20 kW       | vertikální |
| Brno / Kojál                 | 7A    | 188,928 MHz | 10 kW       | vertikální |
| Ostrava / Hošťálkovice       | 5A    | 174,928 MHz | 10 kW       | vertikální |